# 安達茉莉子
安達 茉莉子（あだち まりこ）は、日本の作家、文筆家。

## 経歴
大分県日田市出身。東京外国語大学英語専攻卒業、サセックス大学開発学研究所開発学修士課程修了。
政府機関での勤務、限界集落での生活、留学など様々な組織や場所での経験を経て、言葉と絵による作品発表・エッセイ執筆をおこなう。

## 著書一覧

### イラスト詩集
- 『何か大切なものをなくしてそして立ち上がった頃の人へ』（MARIOBOOKS、2016年）
- 『言葉をなくしたように生きる人たちへ』（MARIOBOOKS、2018年）
- 『何か大切なものをなくしてそして立ち上がった頃の人へ　リソグラフ特装版』（MARIOBOOKS、2019年）
- 『日常の中に生まれてくるある瞬間について　リソグラフ特装版』（MARIOBOOKS、2019年）
- 『ことば さがす 尾道』（MARIOBOOKS、2019年）
- 『自分のことを"女"だと思えなかった人のフェミニズムZINE』（MARIOBOOKS、2019年）
- 『消えそうな光を抱えて歩き続ける人へ』（ビーナイス、2020年）

### エッセイ集
- 『毛布 – あなたをくるんでくれるもの』（玄光社、2022年）[2]
- 『私の生活改善運動 THIS IS MY LIFE』（三輪舎、2022年）[3]
- 『臆病者の自転車生活』（亜紀書房、2022年）[4]